# Hovhannavank
Vahanavank (en armenio Հովհաննավանք, abreviado para Սուրբ Յովհաննես Կարապետ վանք, Surb Hovhannes Vank) o monasterio San Juan es un monasterio armenio, situado en el marz de Aragatsotn, a una veintena de kilómetros al norte de Ereván, en el valle de Kasakh. Este monasterio de los siglos IV-XIII es vecino del de Saghmosavank.

## Ubicación geográfica

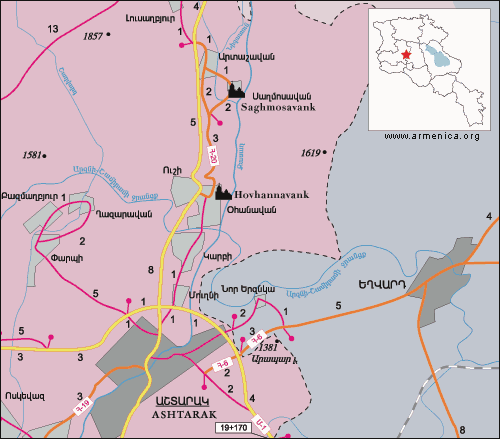
Ubicación de Hovhannavank.

Este monasterio del marz de Aragatsotn está ubicado a 28 kilómetros al norte de Ereván, a 5 kilómetros al norte de Ashtarak y a 5 kilómetros al sur del monasterio de Saghmosavank, al cual está vinculado por un antiguo sendero. Colinda con la comunidad rural de Ohanavan, no lejos del río Kasakh.